# Línea 75 (Media Distancia)
La línea 75 (Villarrubia de Córdoba - Alcolea de Córdoba) es una línea de ferrocarril de Media Distancia que funciona en el interior del municipio español de Córdoba. Discurre por vías convencionales electrificadas a 3 000 V CC de ancho ibérico, pertenecientes a Adif. Es operada por la sección de Proximidad de Renfe Operadora mediante trenes Serie 446.
Es la línea de Media Distancia más corta de España, pues tiene sólo 5 paradas y necesita en torno a 30 minutos para completar el trayecto. Tiene como finalidad unir el núcleo urbano con el Campus Universitario de Rabanales de la Universidad de Córdoba, construido a 4 kilómetros de la ciudad, y algunas de las principales barriadas de Córdoba.
Podría considerarse una línea de Cercanías debido a su corto trayecto y por ser operada con trenes pertenecientes a Renfe Cercanías. El hecho de que comercialmente aparezca como Media Distancia se debe a que la provincia de Córdoba carece de núcleo de Cercanías, y por tanto, de personal que opere ese tipo de servicios. Como crear un nuevo núcleo para una sola línea de tan solo 23 km no saldría rentable, el producto se comercializa como Media Distancia.

## Historia
Los orígenes de la línea se sitúan en la inauguración del Campus Universitario de Rabanales en 1989 cuando la Universidad de Córdoba compró los terrenos de la antigua Universidad Laboral al Ministerio de Trabajo.
Dada la cercanía de las instalaciones universitarias a la línea convencional Alcázar de San Juan a Cádiz, en 1996 se construyó un apeadero que conectara las mismas con el centro de la ciudad. Coincidiendo con el inicio del curso académico 1996/97, se puso en marcha el servicio ferroviario entre el campus y la ciudad de Córdoba, que une ambas en apenas seis minutos.
La nueva línea se incluyó en la red de Media Distancia de Renfe bajo la denominación de línea 75 a pesar de su corto trayecto debido a que la ciudad no cuenta con núcleo de Cercanías. Durante los primeros años tras su inauguración, el servicio se prestó con automotores de la serie 470 y actualmente se hace con unidades de la serie 446.
Desde el 31 de diciembre de 2004 Renfe Operadora explota la línea mientras que Adif es la titular de las instalaciones ferroviarias.
Tras la inauguración del servicio entre Córdoba y Rabanales, desde el Ayuntamiento y varias asociaciones de la ciudad, se vio el potencial de ampliar la línea para aumentar las conexiones de la ciudad de Córdoba con distintos puntos de la provincia, aprovechando los trazados ferroviarios existentes. En principio se negoció para poder poner en funcionamiento una línea ferroviaria que conectara los municipios de Palma del Río y Villa del Río pasando por Córdoba. Sin embargo, esta propuesta no prosperó, aunque sí la de conectar la capital con las barriadas periféricas de Villarrubia y Alcolea. El Consejo de Ministros del 15 de diciembre de 2017 declaró el servicio ferroviario dentro del área metropolitana de Córdoba como obligación de servicio público (OSP).
El 29 de octubre de 2018, la ampliación de los servicios de Media Distancia, supuso la extensión de la línea a las barriadas periféricas de Villarrubia de Córdoba, El Higuerón y Alcolea de Córdoba.
En el futuro, se prevé la construcción y apertura por parte de Adif de dos nuevas estaciones en el Parque Joyero y Fátima.